# Taxila haquinus
Taxila haquinus är en fjärilsart som beskrevs av Fabricius 1793. Taxila haquinus ingår i släktet Taxila och familjen Riodinidae. Inga underarter finns listade i Catalogue of Life.